# Ei-ichi Negishi
En aquest nom japonès, el cognom és Negishi.
Ei-ichi Negishi (根岸 英一, Negishi Eiichi) fou un químic japonès que va fer gran part de la seva carrera a la Universitat de Purdue als Estats Units. Se'l coneix essencialment per la seva descoberta de l'acoblament que porta el seu nom. Va rebre el Premi Nobel de Química 2010 conjuntament amb Richard F. Heck i Akira Suzuki.
Negishi nasqué a Txangxun, que en aquella època era la capital de la Manxukuo, una part de la Xina sota ocupació japonesa, i que és actualment la capital de Jilin (Xina). Es va graduar a la Universitat de Tòquio el 1958, i va treballar de becari a Teijin. Se n'anà estudiar als Estats Units i obtingué el seu doctorat a la Universitat de Pennsilvània el 1963 sota la direcció del professor Allan R. Day. El 1966, ingressà com a investigador postdoctoral a la Universitat de Purdue, abans de ser professor ajudant el 1968, i treballà amb premi Nobel Herbert C. Brown. El 1972, canvià d'universitat per a ser professor ajudant a la Universitat de Syracuse i el 1979 rebé la promoció a catedràtic. Tot i així, tornà el mateix any a la Universitat de Purdue.
El 2000 fou guardonat amb el Royal Society of Chemistry's Sir Edward Frankland Prize Lectureship.
El 2010 rebé el Premi Nobel de Química per la seva contribució a la química organopal·làdica.